# リュドミラ・スミルノワ
リュドミラ・スタニスラヴォヴナ・スミルノワ（ロシア語: Людмила Станиславовна Смирнова, ラテン文字転写: Lyudmila Stanislavovna Smirnova, 1949年7月21日 - ）は、旧ソビエト連邦出身の女性フィギュアスケート選手。1972年札幌オリンピックペア銀メダリスト。パートナーはアンドレイ・スライキンとアレクセイ・ウラノフ。

## 経歴
- 6歳のころにスケートをはじめ、1968年にソビエト連邦代表チームに入る。
- 当初アンドレイ・スライキンとペアを組み国際大会に出場。1972年札幌オリンピックで銀メダルを獲得。しかし、同じくソビエト連邦代表でイリーナ・ロドニナとペアを組んでいたアレクセイ・ウラノフと恋に落ち、スライキンとのペアを解消、ウラノフもロドニアとのペアを解消。翌1972-73年シーズンよりスミルノワとウラノフがペアを組んだ。
- 1972年から2シーズン、2人でペアを続け引退。

## 主な戦績
| 大会/年          | 1968-69 | 1969-70 | 1970-71 | 1971-72 | 1972-73 | 1973-74 |
| ---------------- | ------- | ------- | ------- | ------- | ------- | ------- |
| オリンピック     |         |         |         | 2       |         |         |
| 世界選手権       |         | 2       | 2       | 2       | 2       | 2       |
| 欧州選手権       |         | 2       | 2       | 2       | 2       | 3       |
| ユニバーシアード |         | 1       |         |         |         |         |
| ソビエト選手権   | 4       | 2       | 2       |         | 3       |         |
| モスクワ国際     |         | 2       | 1       | 2       |         | 1       |

1971-72まではアンドレイ・スライキンとのペア。
1972-73以降はアレクセイ・ウラノフとのペア。